# Muir of Ord
Muir of Ord (gälisch Am Blàr Dubh) ist ein Dorf in der schottischen Council Area Highland. Es liegt etwa 15 km westnordwestlich von Inverness und 8 km südlich von Dingwall westlich der Black Isle. Im Jahre 2011 verzeichnete Muir of Ord 2555 Einwohner.

## Geschichte
Die Ortschaft entwickelte sich zu Beginn des 19. Jahrhunderts am Ort des Weilers Tarradale. Triebkraft der Entwicklung waren die Bedeutung für den Güterverkehr auf Bahn und Straße sowie die Gründung der Whiskybrennerei Glen Ord im Jahre 1838. Die Brennerei ist bis heute aktiv und gehört nun zum internationalen Konzern Diageo. Die zu Glen Ord gehörende Mälzerei beliefert auch weitere Brennereien von Diageo.

### Castle Hill Henge
Das Castle Hill Henge, auch Muir of Ord Fort genannt, liegt rund 270 Meter südlich des Bahnhofs von Muir of Ord westlich der Bahnstrecke auf dem Gelände des „Muir of Ord Golf Club“. Das Class II-Henge datiert aus dem Neolithikum oder der Bronzezeit. Es misst 26 mal 20 Meter und wird von einem 5,5 Meter breiten Graben und einem doppelten Außenwall umschlossen. Das Bodendenkmal dient teilweise als Green des Golfplatzes, dafür wurde der nordwestliche Teil des Grabens aufgefüllt. Ein Zugang über einen Damm liegt im Südwesten. Innerhalb des Henges liegen die Überreste einer späteren Bienenkorbhütte.

## Verkehr
Die A9, die Edinburgh mit Thurso verbindet, verläuft etwa sieben Kilometer östlich der Ortschaft und bindet Muir of Ord an das Fernverkehrsnetz an. Bis zur Fertigstellung der Kessock Bridge verlief die A9 von Inverness über Beauly und Muir of Ord nach Dingwall. Außerdem besitzt Muir of Ord seit 1862 einen eigenen Bahnhof, den die Far North Line und Kyle of Lochalsh Line regelmäßig bedienen.

## Persönlichkeiten
- Roderick Murchison (1792–1871), Geologe und Forschungsreisender

## Galerie

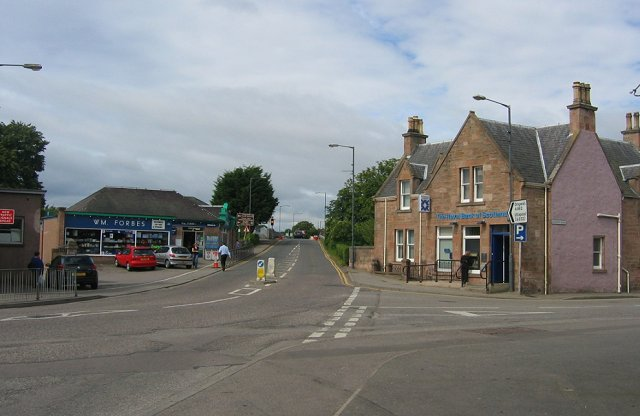
Muir of Ord
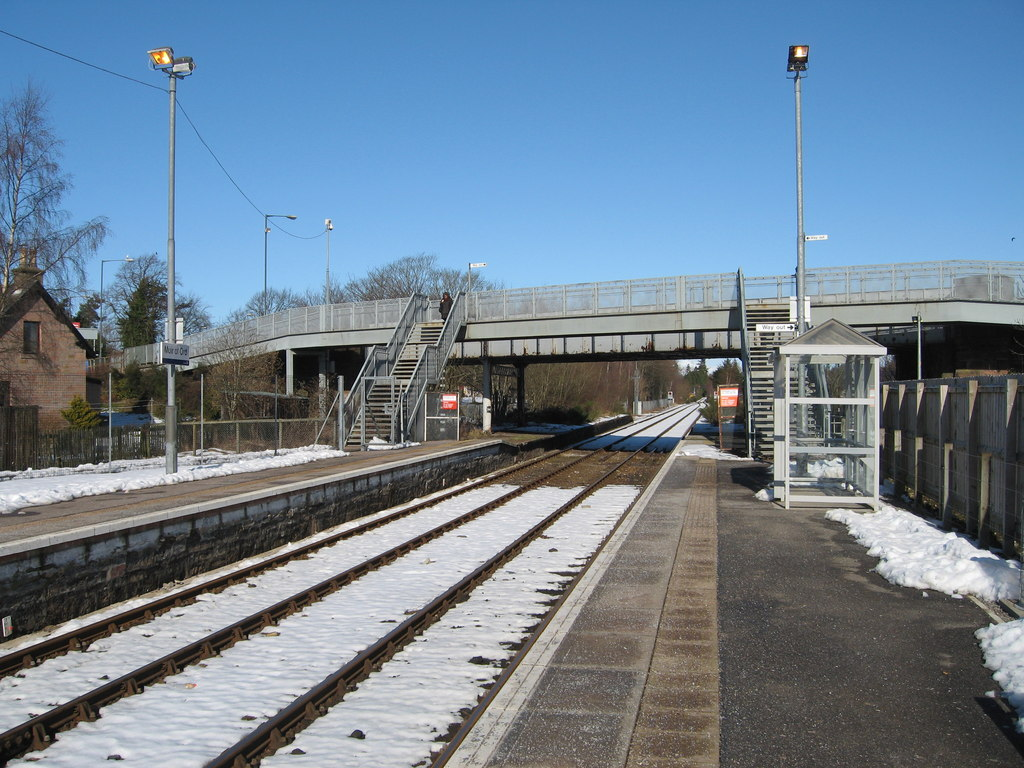
Bahnhof von Muir of Ord
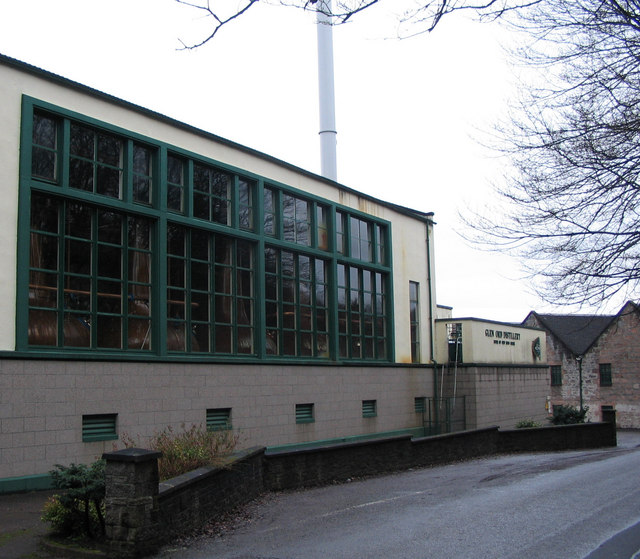
Brenngebäude der Glen-Ord-Brennerei